# Buktalargylling
Buktalargylling (Oriolus consobrinus) är en fågel i familjen gyllingar inom ordningen tättingar.

## Utbredning och systematik
Buktalargylling delas in i två underarter med följande utbredning:
- O. c. consobrinus – norra, centrala och östra Borneo med kringliggande småöar
- O. c. persuasus – Palawanöarna i sydvästra Filippinerna

Den kategoriserades tidigare som en del av Oriolus xanthonotus, men urskiljs sedan 2023 som egen art efter studier.

## Status och hot
Arten har ett stort utbredningsområde, men tros minska i antal, dock inte tillräckligt kraftigt för att den ska betraktas som hotad. Internationella naturvårdsunionen IUCN listar arten som livskraftig (LC).